# Bonellia albiflora
Bonellia albiflora là một loài thực vật có hoa trong họ Anh thảo. Loài này được (Lundell) B.Ståhl & Källersjö mô tả khoa học đầu tiên năm 2004.